# A Pagan Day
A Pagan Day  —  третий студийный альбом британской группы Psychic TV, вышедший в 1984 году.

## Об альбоме
Диск представляет собой смешение различных жанров:эмбиента (Pirates (переиздание 1994 года), Cadaques), фолк-рока(Opium, Translucent Carriages,Baby’s Gone Away), инструментального рока (Paris, Iceland, Lost Angeles). Pagan Day можно назвать неким путеводителем по творчеству ранних Psychic TV.

## Песни
Композиция «Cold Steel»  впервые появилась на альбоме Dreams Less Sweet под названием «Orchids».
«Translucent Carriages» является кавер-версией песни американского певца Тома Рэппа из группы Pearls Before Swine

## Список композиций
1. Cadaques
2. We Kiss
3. Opium
4. Cold Steel
5. Lost Angeles
6. Iceland
7. Translucent Carriages
8. Paris
9. Baby’s Gone Away
10. Alice
11. New Sexuality

Bonus tracks: (добавлены на переиздание 1994 года)
1. Farewell
2. As Tears Go By
3. Unclean (Gen’s mic mix)
4. Pirates